# نائوشیکا از دره باد (فیلم)
نائوشیکا از درهٔ باد (به ژاپنی: 風の谷のナウシカ Kaze no Tani no Naushika) یک فیلم انیمه‌ای ژاپنی در سبک خیال‌پردازی، علمی-تخیلی و ماجراجویی محصول سال ۱۹۸۴، به نویسندگی و کارگردانی هایائو میازاکی است. این فیلم از محصولات استودیو جیبوری و از آثار فیلمساز بزرگ ژاپنی هایائو میازاکی به‌شمار می‌رود که بر اساس مانگایی به همین نام در سال ۱۹۸۲ ساخته شده است. نائوشکا از درهٔ باد فیلمی حماسی است که در مقیاس زمانی و زیر سبک پسا-آخرالزمانی روایت می‌شود. از صداپیشگان این فیلم می‌توان به سومی شیماموتو، گورو نایا، یوجی ماتسودا، یوشیکو ساکاکیبارا و لماسا کایومی اشاره کرد.
این انیمیشن در ۱۱ مارس ۱۹۸۴ توسط شرکت توئی در کشور ژاپن به نمایش درآمد، و در سال ۲۰۰۵ صداگذاری انگلیسی شد.